# Berrwiller
Berrwiller je občina v departmaju Haut-Rhin francoske regije Alzacija.
Leta 2008 je v občini živelo 1.120 oseb oz. 146 oseb/km².